# Il'zat Achmetov
Il’zat Toglokovič Achmetov (in russo Ильзат Тоглокович Ахметов?; Biškek, 31 dicembre 1997) è un calciatore russo, centrocampista dello Zenit San Pietroburgo e della nazionale russa.

## Caratteristiche tecniche
È un trequartista.

## Carriera

### Club
Cresciuto nelle giovanili del Rubin, ha esordito in prima squadra il 24 settembre 2014 in un match di Kubok Rossii vinto 2-0 contro il Luč-Ėnergija.
Il 7 luglio 2022 viene acquistato dal Krasnodar.

## Statistiche

### Presenze e reti nei club
Statistiche aggiornate al 24 dicembre 2020.
| Stagione          | Squadra           | Campionato        | Campionato | Campionato | Coppe nazionali | Coppe nazionali | Coppe nazionali | Coppe continentali | Coppe continentali | Coppe continentali | Altre coppe | Altre coppe | Altre coppe | Totale | Totale | Totale |
| Stagione          | Squadra           | Comp              | Pres       | Reti       | Comp            | Pres            | Reti            | Comp               | Pres               | Reti               | Comp        | Pres        | Reti        | Pres   | Reti   |        |
| ----------------- | ----------------- | ----------------- | ---------- | ---------- | --------------- | --------------- | --------------- | ------------------ | ------------------ | ------------------ | ----------- | ----------- | ----------- | ------ | ------ | ------ |
| 2014-2015         | Rubin             | PL                | 9          | 0          | CR              | 1               | 0               |                    | -                  | -                  |             | -           | -           | 10     | 0      |        |
| 2015-2016         | Rubin             | PL                | 3          | 0          | CR              | 1               | 0               | UEL                | 2                  | 0                  |             | -           | -           | 6      | 0      |        |
| 2016-2017         | Rubin             | PL                | 12         | 0          | CR              | 3               | 0               |                    | -                  | -                  |             | -           | -           | 15     | 0      |        |
| 2017-2018         | Rubin             | PL                | 2          | 0          | CR              | 0               | 0               |                    | -                  | -                  |             | -           | -           | 2      | 0      |        |
| 2018-2019         | CSKA Mosca        | PL                | 26         | 0          | CR              | 0               | 0               | UCL                | 4                  | 0                  | SR          | 0           | 0           | 30     | 0      |        |
| 2019-2020         | CSKA Mosca        | PL                | 21         | 2          | CR              | 3               | 2               | UEL                | 6                  | 0                  |             | -           | -           | 29     | 4      |        |
| 2020-2021         | CSKA Mosca        | PL                | 4          | 0          | CR              | 0               | 0               | UEL                | 5                  | 0                  |             | -           | -           | 9      | 0      |        |
| Totale CSKA Mosca | Totale CSKA Mosca | Totale CSKA Mosca | 51         | 2          |                 | 3               | 2               |                    | 15                 | 0                  |             | -           | -           | 69     | 4      |        |
| Totale carriera   | Totale carriera   | Totale carriera   | 77         | 2          |                 | 8               | 2               |                    | 17                 | 0                  |             | -           | -           | 102    | 4      |        |

### Cronologia presenze e reti in Nazionale
| Cronologia completa delle presenze e delle reti in nazionale ― Russia | Cronologia completa delle presenze e delle reti in nazionale ― Russia | Cronologia completa delle presenze e delle reti in nazionale ― Russia | Cronologia completa delle presenze e delle reti in nazionale ― Russia | Cronologia completa delle presenze e delle reti in nazionale ― Russia | Cronologia completa delle presenze e delle reti in nazionale ― Russia | Cronologia completa delle presenze e delle reti in nazionale ― Russia | Cronologia completa delle presenze e delle reti in nazionale ― Russia |
| Data                                                                  | Città                                                                 | In casa                                                               | Risultato                                                             | Ospiti                                                                | Competizione                                                          | Reti                                                                  | Note                                                                  |
| --------------------------------------------------------------------- | --------------------------------------------------------------------- | --------------------------------------------------------------------- | --------------------------------------------------------------------- | --------------------------------------------------------------------- | --------------------------------------------------------------------- | --------------------------------------------------------------------- | --------------------------------------------------------------------- |
| 21-3-2019                                                             | Bruxelles                                                             | Belgio                                                                | 3 – 1                                                                 | Russia                                                                | Qual. Euro 2020                                                       | -                                                                     |                                                                       |
| 24-3-2019                                                             | Astana                                                                | Kazakistan                                                            | 0 – 4                                                                 | Russia                                                                | Qual. Euro 2020                                                       | -                                                                     | 72’                                                                   |
| 11-6-2019                                                             | Nižnij Novgorod                                                       | Russia                                                                | 1 – 0                                                                 | Cipro                                                                 | Qual. Euro 2020                                                       | -                                                                     | 90+2’                                                                 |
| 6-9-2019                                                              | Glasgow                                                               | Scozia                                                                | 1 – 2                                                                 | Russia                                                                | Qual. Euro 2020                                                       | -                                                                     | 89’ 90’                                                               |
| 9-9-2019                                                              | Kaliningrad                                                           | Russia                                                                | 1 – 0                                                                 | Kazakistan                                                            | Qual. Euro 2020                                                       | -                                                                     | 63’                                                                   |
| 10-10-2019                                                            | Mosca                                                                 | Russia                                                                | 4 – 0                                                                 | Scozia                                                                | Qual. Euro 2020                                                       | -                                                                     | 79’                                                                   |
| 13-10-2019                                                            | Nicosia                                                               | Cipro                                                                 | 0 – 5                                                                 | Russia                                                                | Qual. Euro 2020                                                       | -                                                                     | 61’                                                                   |
| 24-3-2021                                                             | Ta' Qali                                                              | Malta                                                                 | 1 – 3                                                                 | Russia                                                                | Qual. Mondiali 2022                                                   | -                                                                     |                                                                       |
| 23-3-2023                                                             | Tehran                                                                | Iran                                                                  | 1 – 1                                                                 | Russia                                                                | Amichevole                                                            | -                                                                     | 87’                                                                   |
| Totale                                                                |                                                                       | Presenze                                                              | 9                                                                     |                                                                       | Reti                                                                  | 0                                                                     |                                                                       |

## Palmarès

### Club

#### Competizioni nazionali
- Campionato russo: 1

Zenit: 2023-2024
- Coppa di Russia: 1

Zenit San Pietroburgo: 2023-2024
- Supercoppa di Russia: 1

CSKA Mosca: 2018